# 芬朵菈絲
芬朵菈絲（Finduilas），是英國作家約翰·羅納德·瑞爾·托爾金（J.R.R. Tolkien）的史詩式奇幻小說《精靈寶鑽》中的人物。
她是精靈王國納國斯隆德（Nargotherond）的公主，愛上了伊甸人圖林（Túrin）。王國滅亡時她被半獸人俘虜，在押往安格班（Angband）途中遇害。

## 名字
芬朵菈絲（Finduilas）一名的意思不詳，就連這名字到底屬於哪種語言也不清楚。
前未婚夫葛溫多（Gwindor）稱她為費麗佛林（Faelivrin），這名字在辛達林語中解作「太陽照在艾佛林湖上的閃爍光輝」gleam of the sun on the pools of Ivrin。

## 總覽
芬朵菈絲是諾多族精靈（Noldor），屬於費納芬家族（House of Finarfin）。她的父親是安格羅德（Angrod）之子歐洛隹斯（Orodreth），安格羅德為費納芬（Finarfin）之子。母親名字不詳，但已知是一名北方辛達族精靈（Sindar）。她的弟弟為吉爾加拉德（Gil-galad）。
芬朵菈絲是諾多族的王室成員，在父親承繼納國斯隆德王位後成為當地公主。她的美貌絕群，訂婚者葛溫多甚至用艾佛林湖（Ivrin）比喻她的美貌。她深愛葛溫多，二人並且已經訂婚。後來葛溫多參戰被俘，逃回後芬朵菈絲轉而愛上圖林，不過她的愛從未獲得圖林的回應。她是另一位愛上圖林卻不獲對方愛情回報的精靈，多瑞亞斯精靈內菈絲（Nellas）也愛他。
葛溫多預言芬朵菈絲是圖林與他的厄運之間的唯一阻隔，若圖林摒棄她的話必然會遭遇命運的報復。最終圖林被騙，沒有馬上解救芬朵菈絲，令她遇害，結果他之後的命運也如同葛溫多預言般黑暗。

## 生平

### 出生及早期生活
按芬朵菈絲母親是辛達族的身份，可以猜測芬朵菈絲是在諾多族返回貝爾蘭（Beleriand）之後才出生的。她與家人住在納國斯隆德王國。居住於納國斯隆德期間，芬朵菈絲愛上了當地貴族葛溫多，並與他訂婚。

### 對葛溫多與圖林的愛
第一紀元472年尼南斯·阿農迪亞德戰役（Nirnaeth Arnoediad）爆發，葛溫多參戰被俘，自此不見蹤影。直到十多年之後，他才逃離安格班，並帶著隱藏自己真正身份的圖林·圖倫拔。除芬朵菈絲外無人認得葛溫多，因為安格班的苦役使他外表變得如同人類的老人。芬朵菈絲雖然歡迎葛溫多回來，但她對他的愛卻逐漸消退，漸漸轉移到圖林身上。可是這份愛沒有得到任何回報，圖林只是把芬朵菈絲當成他的女王一樣敬愛。
芬朵菈絲因著她那沒有將來的愛感到悲傷不已，又為自己拋棄葛溫多而感到羞愧和對他的憐憫。葛溫多敏銳地發覺到這點，勸喻芬朵菈絲說精靈與人類兩支親族不宜成婚，只會為永生的精靈帶來許多痛苦，並揭露了圖林的真正身份。但葛溫多這番勸說沒有收效，芬朵菈絲依然深愛圖林，悲傷不減反增。

### 被俘及身後
495年的秋天，惡龍格勞龍（Glaurung）帶領大隊敵軍侵入納國斯隆德的北境。在淌哈拉德（Tumhalad）原野上的戰爭，精靈慘敗。敵軍攻佔並洗劫費拉剛的要塞，擄去了許多那裡的居民，包括芬朵菈絲在內。葛溫多死前懇求圖林去拯救芬朵菈絲，他英勇作戰，卻被惡龍的凝視定身，動彈不得。芬朵菈絲在他面前被半獸人（Orcs）押走，她的呼喊從此永遠流連在圖林的耳邊。
圖林被惡龍的語言欺騙，他暫時放棄追尋芬朵菈絲的下落，前往多爾露明（Dor-lómin）解救他的家人。在荒野前進時，圖林彷彿不斷聽到芬朵菈絲的哭喊，但他心中剛硬而沒有改變路程。最終俘虜們被押至泰格林河渡口時，貝西爾（Bretheil）人類試圖解救他們。哈拉丁族（House of Haladin）打了勝仗，卻無法解救任何俘虜，因為半獸人遇襲時乾脆把俘虜全部殺掉。芬朵菈絲被一根長槍釘死在樹上，她死前請他們告訴圖林她在這裡，圖林遲了一個月才抵達渡口這裡。貝西爾的人類把芬朵菈絲埋葬在渡口附近，稱呼她的墳作伊列絲墓塚（Haudh-en-Elleth），意思是「精靈公主之墳」Mound of the Elf-maiden。
芬朵菈絲死後，圖林為免她的墳墓被玷污而攻擊任何接近的半獸人，讓牠們畏懼這一帶地方。在她的墳上，圖林發現到妮諾爾（Nienor），但他不清楚妮諾爾是他的妹妹，愛上了她，釀成了日後的悲劇。在圖林了解到格勞龍的謊言後，他跑到伊列絲墓塚，懇求芬朵菈絲給他一點真相。此時梅博隆（Mablung）帶著援軍前來對付格勞龍，告訴圖林一切關於莫玟與妮諾爾的事情。圖林再受打擊，去到卡貝得·納瑞瑪斯（Cabed Naeramarth），伏劍自殺。

## 資料來源
1. 1 2  《精靈寶鑽》 2002年 聯經初版翻譯 第二十一章《圖林圖倫拔》
2. ↑  《中土世界的歷史》 vol.12《中土世界的民族》"The Shibboleth of Feanor"：「His children were Finduilas and Artanaro = Rodnor later called Gil-galad.(Their mother was a Sindarin lady of the North. She called her son Gil-galad.)」當中"his"指歐洛隹斯。
3. ↑  《胡林的子女》 2008年 聯經初版翻譯 第十一章《納國斯隆德的覆亡》
4. ↑  此譯名為聯經版《精靈寶鑽》翻譯。聯經版《胡林的子女》譯名為豪茲-恩-伊列絲。兩者皆由鄧嘉菀翻譯。